# Bronwen Knox
Bronwen Knox (Brisbane, Queensland; 16 de abril de 1986) es una centro/espalda delantera de waterpolo australiana. Asistió a Hartwick College y a la Universidad Griffith, obteniendo una licenciatura en Ciencias Biomédicas, y trabaja como ayudante de laboratorio. Comenzó a jugar waterpolo cuando tenía catorce años. Jugó el Nacional de la Liga Queensland Breakers de Waterpolo antes de cambiar a los Victorian Tigers en la temporada 2012. En la temporada 2013-14 jugó con el equipo griego Olympiacos en las competiciones europeas, ganando el Trofeo LEN.
Ha representado a Australia como miembro del equipo nacional de waterpolo femenino de Australia tanto en segundas como en niveles superiores. Ha ganado la medalla de oro en la Copa del Mundo FINA 2006, la medalla de plata en el Campeonato Mundial de 2007, la Copa del Mundo FINA 2010 y la FINA World League 2010, y la medalla de bronce en los Juegos Olímpicos de Verano de 2008 y la FINA World League 2008. Fue miembro del equipo Olímpico Femenino de Australia que ganó una medalla de bronce en los Juegos Olímpicos del 2012 en Londres.